# Meluzína (Krušné hory)
Meluzína (německy Wirbelstein) je hora se skalnatým vrcholem v Krušných horách. S nadmořskou výškou 1097 metrů jde o čtvrtou nejvyšší horu české části Krušných hor. Leží na území okresu Karlovy Vary ve stejnojmenném kraji při jeho hranicích s Ústeckým krajem, asi dva kilometry východně od Klínovce blízko silnice z Božího Daru do Měděnce, v katastrálním území Vrch obce Krásný Les.

## Charakteristika
Jedná se o nápadný skalnatý hřbet zhruba 700 metrů dlouhý a 250 metrů široký. Úbočí hřbetu, který se nad okolní terén zvedá asi o 40 metrů, i vrcholová plošina jsou poseta četnými skalami a balvany. Meluzína je nejrozsáhlejším přírodním odkryvem metamorfované horniny eklogitu v Krušných horách. Ukázku eklogitu z Meluzíny lze spatřit mezi exponáty geoparku v areálu Geofyzikálního ústavu Akademie věd ČR na pražském Spořilově.

## Vrchol
Nejvyšším místem Meluzíny je dvojvrcholová eklogitová skalka uprostřed rozlehlé vrcholové plošiny. Geodetický bod (s kótou 1094,2 m) leží na severní okrajové skále, to ale není nejvyšší bod. Ten leží necelých sto metrů jihozápadně a podle podrobného geodetického měření z května 2008 dosahuje nadmořské výšky 1096,8 m. Dle Základních map ČR vydávaných Zeměměřickým úřadem dosahuje ovšem vrchol výšky pouze 1096 m.

## Výhled
Vrchol je skalnatý a odlesněný, takže poskytuje kruhový rozhled do všech stran:
- západ: Klínovec
- sever: Fichtelberg, větrné elektrárny u Háje u Loučné, Bärenstein, Pöhlberg, větrné elektrárny u Jöhstadtu
- východ: Velký Špičák, Jelení hora, Mědník, Měděnec a větrné elektrárny na hřebeni, elektrárny Tušimice a okolí Kadaně, Vodní nádrž Nechranice
- jih: údolí řeky Ohře a Ostrov nad Ohří

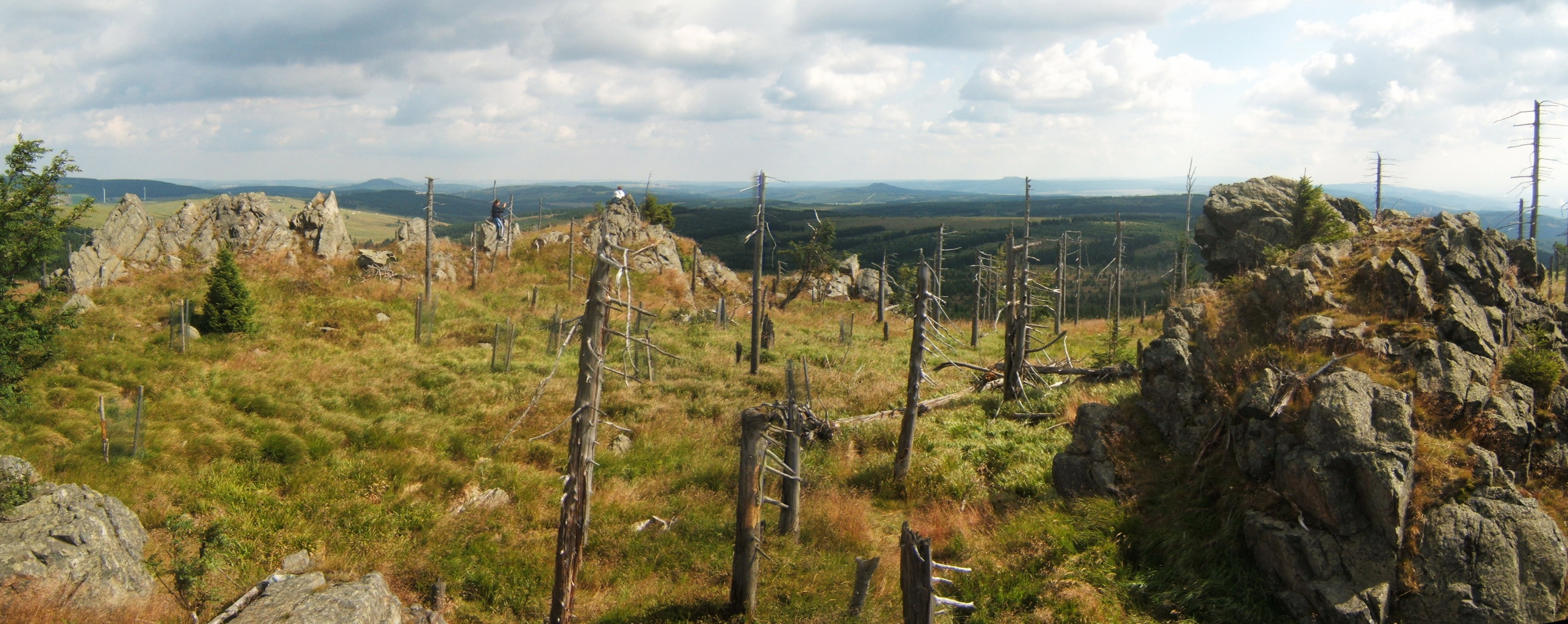
Pohled z vrcholu

## Přístup
Po zelené turistické značce lze od železniční zastávky Kovářská asi po 6,5 km dojít přes osadu Háj k rozcestí pod Meluzínou. Přímo na vrchol nevede žádná značená cesta. Nejschůdnější přístup vede ze severu od rozcestí Pod Meluzínou ze zmíněné silnice z Božího Daru do Měděnce. Odtud vedou dvě značené cesty: červená značka obchází vrchol z východu a zelená ze západu. V místě, kde se zelená značka stáčí k jihu, z ní doprava odbočuje asfaltová silnička a doleva nevýrazná pěšina, která vede až na vrchol.